# Elezioni generali in Spagna del 2015
Le elezioni generali in Spagna del 2015 si tennero il 20 dicembre per il rinnovo delle Corti Generali (Congresso dei Deputati e Senato).
L'esito elettorale condusse ad un quadro politico frammentato: il Partito Popolare (PP) del Presidente del Governo uscente Mariano Rajoy si affermò come la prima forza politica; al secondo posto si piazzò il Partito Socialista Operaio Spagnolo (PSOE), che conseguì il suo peggior risultato dalla Transizione spagnola; Podemos, raccogliendo le istanze protestatarie contro le politiche di rigore fiscale, si piazzò al terzo posto, a meno di due punti di distanza dal PSOE; al quarto posto, ma fortemente ridimensionato rispetto ai sondaggi, giunse Ciudadanos, partito collocato su posizioni centriste.
Poiché le forze politiche non riuscirono a formare un governo di coalizione, dopo quattro mesi furono indette nuove elezioni.

## Risultati

### Congresso dei Deputati
| Liste                                                     | Voti       | %     | Seggi |
| --------------------------------------------------------- | ---------- | ----- | ----- |
| Partito Popolare                                          | 7 236 965  | 28,71 | 123   |
| Partito Socialista Operaio Spagnolo                       | 5 545 315  | 22,00 | 90    |
| Ciudadanos                                                | 3 514 528  | 13,94 | 40    |
| Podemos                                                   | 3 198 584  | 12,69 | 42    |
| En Comú Podem (Podemos - EUiA - ICV - Equo)               | 929 880    | 3,69  | 12    |
| Sinistra Unita                                            | 926 783    | 3,68  | 2     |
| És el moment (Podemos - Compromís)                        | 673 549    | 2,67  | 9     |
| Sinistra Repubblicana di Catalogna - Catalogna Sì         | 601 782    | 2,39  | 9     |
| Democràcia i Llibertat (CDC - DC - Reagrupament)          | 567 253    | 2,25  | 8     |
| En Marea (Podemos - EU - Marea Atlántica - Anova)         | 410 698    | 1,63  | 6     |
| Partito Nazionalista Basco                                | 302 316    | 1,20  | 6     |
| Partito Animalista Contro il Maltrattamento degli Animali | 220 369    | 0,87  | –     |
| Euskal Herria Bildu                                       | 219 125    | 0,87  | 2     |
| Unione Progresso e Democrazia                             | 155 153    | 0,62  | –     |
| Coalizione Canaria - Partito Nazionalista Canario         | 81 917     | 0,32  | 1     |
| Nós-Candidatura Galega (BNG - CG - FOGA - PCPG - PG)      | 70 863     | 0,28  | –     |
| Unione Democratica di Catalogna                           | 65 388     | 0,26  | –     |
| Vox                                                       | 58 114     | 0,23  | –     |
| Recortes Cero - Gruppo Verde                              | 48 675     | 0,19  | –     |
| Més per Mallorca                                          | 33 877     | 0,13  | –     |
| Partito Comunista dei Popoli di Spagna                    | 31 179     | 0,12  | –     |
| Geroa Bai                                                 | 30 642     | 0,12  | –     |
| El Pi - Proposta per le Isole                             | 12 910     | 0,05  | –     |
| Altri <0,05%                                              | 87 316     | 0,35  | –     |
| Voti in bianco                                            | 188 132    | 0,75  | –     |
| Totale                                                    | 25 211 313 | 100   | 350   |

### Senato
| Liste                                                | Seggi |
| ---------------------------------------------------- | ----- |
| Partito Popolare                                     | 124   |
| Partito Socialista Operaio Spagnolo                  | 47    |
| Podemos                                              | 9     |
| Sinistra Repubblicana di Catalogna - Catalogna Sì    | 6     |
| Democràcia i Llibertat                               | 6     |
| Euzko Alderdi Jeltzalea - Partito Nazionalista Basco | 6     |
| En Comú Podem                                        | 4     |
| En Marea                                             | 2     |
| És el moment (Podemos - Compromís)                   | 1     |
| Cambio-Aldaketa                                      | 1     |
| Coalizione Canaria - Partito Nazionalista Canario    | 1     |
| Agrupación Socialista Gomera                         | 1     |
| Totale                                               | 208   |